# Fire Emblem: Three Houses
Fire Emblem: Three Houses (ファイアーエムブレム 風花雪月, Faiā Emuburemu Fūkasetsugetsu) é um jogo eletrônico de RPG de estratégia desenvolvido em conjunto pela Intelligent Systems e Koei Tecmo e publicado pela Nintendo. É o décimo sexto título principal da série Fire Emblem e foi lançado em 26 de julho de 2019 exclusivamente para o Nintendo Switch. A história segue Byleth, um ex-mercenário com passado misterioso que se transforma no novo professor da escola de oficiais do Mosteiro de Garreg Mach, precisando liderar seus alunos em uma série de batalhas. A jogabilidade envolve batalhas táticas por rodadas que ocorrem em diferentes mapas divididos em grades, também incorporando elementos de simulação social e administração.
O desenvolvimento de Three Houses começou depois do lançamento de Fire Emblem Fates em 2015 e mostrou-se desafiador para a Intelligent Systems, que precisou recrutar a ajuda da Koei Tecmo para poder desenvolver o título e lança-lo em tempo. A equipe de desenvolvimento queria criar algo totalmente novo pois seria a primeira vez que lançariam um jogo da franquia Fire Emblem em um console de alta definição, com este desejo dando origem às mecânicas das aulas na escola e também expansões ao sistema de batalha. Artistas externos foram contratados porque os desenvolvedores queriam um novo estilo visual para a série. O sistema escolar e o salto temporal no meio da narrativa foram muitos inspirados em Fire Emblem: Genealogy of the Holy War. 
Three Houses foi revelado pela primeira vez pela Nintendo em janeiro de 2017 e pelos anos seguintes vários trailers e vídeos foram lançados como forma de divulgar o jogo. Conteúdos para download foram disponibilizados após a estreia, adicionando dentre outras coisas novos personagens, diferentes configurações de dificuldade e uma nova linha de história. O título foi bem recebido pela crítica especializada, que elogiou as mecânicas de escola e batalha, narrativa, personagens e trilha sonora, com as críticas centrando na pouca dificuldade em relação a jogos passados da franquia. Three Houses foi um sucesso comercial, tornando-se o mais vendido título da série. Um jogo derivado chamado Fire Emblem Warriors: Three Hopes estreou para Switch em 2022.

## Jogabilidade

A jogabilidade de Fire Emblem: Three Houses, mostrando as unidades do jogador e do inimigo em combate umas com as outras

Fire Emblem: Three Houses é um RPG eletrônico de estratégia em que os jogadores controlam um personagem jogável cujo gênero e nome são escolhidos no início do jogo e que é rapidamente encarregado de trabalhar como professor no Mosteiro de Garreg Mach, que serve de ponto central para as atividades da história. O jogador é obrigado a escolher uma de três casas da escola para dar aula e esta decisão impacta a narrativa. O tempo do jogador é dividido entre batalhas de história que avançam a narrativa principal e períodos em Garreg Mach em que é possível interagir com os alunos. A primeira metade da narrativa se foca principalmente no sistema escolar, enquanto a outra metade é focada mais no lado dos combates. O jogador não pode alterar a casa escolhida no início.
O jogador tem um número determinado de dias marcados em um calendário entre as batalhas de história que podem ser usados para uma variedade de atividades, como dar aulas aos alunos, realizar exercícios de campo, plantar sementes em uma estufa e pescaria em um lago. O jogador também podem interagir socialmente com os alunos e construir relacionamentos entre eles. Isto ocorre por meio de ações de Suporte, com ações em batalha e escolhas de diálogo aumentando o nível de Suporte. Dois personagens podem até se casar ao final da narrativa caso o relacionamento entre ambos seja forte o bastante. Também é possível recrutar alunos de outras casas e outros personagens ao aumentar determinados atributos através de ações em batalha e dentro do mosteiro. Cada ação realizada nos períodos em Garreg Mach custa uma quantidade de pontos de tempo, com um número limitado de pontos estando disponíveis a cada dia e existindo mais atividades disponíveis do que podem ser finalizadas em um único dia. O jogador deve escolher quais eventos realizar, dessa forma perdendo o acesso a outros. Há suporte para jogo em rede e funcionalidade de Amiibo, com a primeira permitindo que jogadores visitem passivamente os mosteiros de outros online, enquanto a segunda permite o escaneamento de Amiibo específicos de Fire Emblem que desbloqueiam materiais adicionais e faixas musicais bônus.
Three Houses usa um sistema de combate por turnos, com o jogador controlando um número limitado de unidades. Estas se movem por um campo de batalha dividido em grade, com a perspectiva mudando de uma aérea para terceira pessoa quando confrontos são ativados. O jogador pode contratar Batalhões, tropas adicionais que dão apoio a determinada unidade. Batalhões tem habilidades passivas que concedem aos personagens que os lideram certos benefícios e também podendo realizar ações especiais, como curar várias unidades ou tontear inimigos poderosos. Os jogadores podem se aproximar do campo de batalha para acessarem batalhões individuais. Há dois modos de jogo: "Clássico" e "Casual"; no primeiro personagens que são derrotados em batalha estão sujeitos à morte permanente, enquanto no segundo os personagens derrotados são ressuscitados ao final de cada batalha. Os jogadores podem rebobinar e refazer uma quantidade determinada de turnos por batalha por meio da habilidade "Pulso Divino".
Cada unidade pertence a uma classe, que pode ser customizada. Personagens começam com habilidades iniciais, mas podem aprender habilidades adicionais durante as aulas que alteram sua classe. Trocas de classes estão disponíveis durante os segmentos de "certificação" na escola, com certos pré-requisitos sendo recomendados para uma chance maior de ser aprovado da prova correspondente. Planos de aulas podem ser colocados em prática no começo da semana escolar a fim de gerenciar o crescimento de cada unidade individualmente, criar laços de Suporte entre dois colegas de sala ao designá-los para uma tarefa conjunta ou simplesmente instruir a turma automaticamente com uma opção de "aula automática". Cada unidade utilizada uma arma e estas tem uma durabilidade específica, com suas estatísticas diminuindo caso a durabilidade seja ultrapassada. Existem habilidades especiais chamadas Artes de Combate que podem ser ensinadas nos segmentos escolares. Cada arma  Artes de Combate são aprendidas pela proficiência de uso em determinado tipo de arma; elas infligem um  dano maior a inimigos em troca de consumirem uma parte maior da durabilidade da arma empunhada.

## Sinopse

### Mundo

As versões masculina e feminina de Byleth (centro) junto com os alunos das três casas de Garreg Mach

Fire Emblem: Three Houses se passa no continente de Fódlan, que é dividido em três países rivais que estão atualmente em paz: o Império Adrestiano ao sul e oeste, o Sacro Reino de Faerghus ao norte e a Aliança de Leicester ao leste. A Igreja de Seiros é a religião dominante e uma potência influente por conta própria em Fódlan, com sua sede sendo o Mosteiro de Garreg Mach, que fica no centro do continente. Séculos antes, houve uma guerra entre Seiros, o homônimo fundador da Igreja, contra o chamado "Rei da Libertação" Nêmese, mesma época que também houve a fundação do Império. Faerghus se separou do Império nos séculos posteriores, enquanto Leicester declarou sua independência das duas potências depois disso. Um longo conflito se seguiu, com a Igreja sendo a responsável por mediar a paz. A nobreza de Fódlan é muitas vezes portadora de Brasões, símbolos passados entre famílias e que concedem poderes mágicos. Ser portador de um brasão muito influencia as políticas dinásticas, com nobres portadores de brasões sendo muito mais valorizados que aqueles que carecem de um. Aqueles portadores de brasões também podem usar artefatos poderosos conhecidos como Relíquias de Herói. Os titulares "Emblemas de Fogo" aparecem como "Brasões de Chamas", o brasão associado ao Deus Progenitor.
Os jogadores assumem o controle de Byleth, que pode ser tanto um homem quanto uma mulher. Este era originalmente um mercenário que se tornou professor na Academia de Oficiais do Mosteiro de Garreg Mach. Byleth é auxiliado em sua jornada por Sothis, uma menina misteriosa e sem memórias que aparece em seus sonhos. Byleth pode escolher dar aula para uma de três casas diferentes em Garreg Mach, cada uma alinhada com um dos países de Fódlan. Elas são: as Águias Negras lideradas pela princesa Edelgard, herdeira do trono andrestiano; os Leões Azuis liderados pelo príncipe Dimitri, herdeiro do trono de Faerghus; e os Cervos Dourados liderados por Claude, herdeiro da principal família de Leicester. Os funcionários de Garreg Mach incluem aqueles que trabalham diretamente para a Igreja, alguns dos quais são recrutáveis pelo jogador. Outros personagens incluem Jerald, pai de Byleth, e Rhea, a Arcebispa da Igreja.

### Enredo
Byleth e Jerald resgatam Edelgard, Dimitri e Claude de um ataque de bandidos, muito impressionando-os. Byleth é salvo durante a batalha por Sothis, que permanece junto dele. Jerald e Byleth são convocados ao Mosteiro de Garreg Mach, com o primeiro relutantemente voltando ao braço armado da Igreja, os Cavaleiros de Seiros, e o segundo sendo nomeado professor da Academia de Oficiais. Jerald avisa Byleth para não confiar em Rhea. Byleth recebe a escolha de liderar uma das três casas da academia. Este assume seus deveres na casa escolhida, treinando os alunos e liderando-os em batalhas em nome da Igreja de Seiros. Byleth e os alunos descobrem indícios macabros sobre Brasões e Relíquias, como a de uma Relíquia transformando um ladrão em um monstro. Várias conspirações ameaçam o mosteiro e a Igreja: guerreiros mascarados chamados Imperador das Chamas e Cavaleiro da Morte, o ramo ocidental da Igreja e um culto hostil conhecido como "Aqueles que Rastejam no Escuro". Byleth frustra uma tentativa de roubo de uma relíquia poderosa, a Espada do Criador. Esta inesperadamente se ativa quando Byleth a empunha e Rhea permite que ele fique com ela.
Jerald é morto por um agente trabalhando para "Aqueles que Rastejam no Escuro". Byleth depois disso lê o diário de Jerald e descobre que este tinha fugido da Igreja devido aos planos de Rhea para Byleth quando este nasceu. Sothis dentro dele é o Deus Progenitor original, implantada em Byleth ainda bebê por Rhea para que assim a deusa pudesse renascer. Byleth persegue os cultistas responsáveis pela morte de Jerald. Um ataque mágico de um dos líderes do culto força Sothis e se fundir com Byleth, permitindo que ambos sobrevivam e derrotem os cultistas com uma empoderada Espada do Criador. Rhea faz uma tentativa fracassada de despertar Sothis de dentro de Byleth, mas o Imperador das Chamas ataca a cerimônia com aliados do Império Adrestiano. O Imperador das Chamas se revela como sendo na verdade Edelgard, que também é portadora do Brasão de Chamas como Byleth, acusando a Igreja de ser corrupta. Caso Byleth fique do lado de Edelgard, eles lideram um ataque contra Garreg Mach. Caso Byleth fique do lado de Rhea, Dimitri ou Claude, eles ajudam na devesa do mosteiro, com Rhea revelando ser na verdade um dragão. Independentemente do lado escolhido, Byleth é nocauteado ao final da batalha e acorda cinco anos depois, descobrindo que Fódlan foi tomada por uma guerra entre o Império, Faerghus, Leicester e a Igreja.
Rota Verdant Wind/Silver Snow
Caso Byleth tenha escolhido os Cervos Dourados, ele se reencontra com Claude. Eles reúnem os alunos e os restos da Igreja para enfrentarem o Império. Byleth e Claude invadem o Império e confrontam Edelgard, porém um exército de Faerghus liderado por Dimitri também aparece, levando a uma enorme batalha. Edelgard recua e Dimitri é morto. Byleth e Claude recebem ajuda no país estrangeiro de Almyra. Claude admite que secretamente abriu relações Almyra e anuncia seu desejo de abrir as fronteiras de Fódlan e encerrar o isolacionismo do continente. Eles atacam a capital imperial e matam Edelgard, mas descobrem que "Aqueles que Rastejam no Escuro" estão manipulando a guerra atual e manipularam a guerra original de mil anos antes. Os exércitos de Claude derrotam o culto na cidade de Shambhala. Seu líder tenta destruir todos com uma chuva de mísseis, porém estes são interceptados por Rhea em sua forma de dragão. Enquanto isso, Nêmese é despertado pelo culto. Byleth e Claude destroem Nêmese e seu exército dos mortos, com Fódlan sendo unida sob o reinado de Byleth enquanto ele e Claude abrem suas fronteiras para nações estrangeiras.
Caso Byleth tenha escolhido as Águias Negras mas se recusado a apoiar Edelgard, uma versão similar da rota dos Cervos Dourados ocorre, mas com Byleth aliado diretamente com o que sobrou da Igreja e os estudantes das Águias Negras que também ficaram contra o Império. Byleth, depois de derrotar Edelgard na capital imperial e "Aqueles que Rastejam no Escuro" em Shambhala, descobre de Rhea a verdade completa sobre suas origens, sendo forçado a derrotá-la depois de Rhea perder o controle sobre sua verdadeira forma devido aos ferimentos que sofreu em Shambhala. Fódlan depois disso é unificada sob a Igreja com Byleth como seu novo líder.
Rota Azure Moon
Caso Byleth tenha escolhido os Leões Azuis, ele se reencontra com Dimitri, que foi exilado de Faerghus devido a um golpe de estado realizado por nobres pró-Império. Dimitri se tornou um homem amargurado, desiludido e instável, sendo assombrado por visões recorrentes de sua família morta e por seu desejo por matar Edelgard a qualquer custo. Os alunos e o que sobrou da Igreja se aliam com Dimitri apesar de seu comportamento errático. Ele acaba forçando uma enorme batalha entre o seu exército, o do Império e o de Leicester, resultando em enormes perdas para ambos os lados. Um dos vassalos mais leais de Dimitri se sacrifica para salvá-lo de um assassino, algo que, com as orientações de Byleth, faz Dimitri abandonar seu desejo por vingança. Depois de assegurar o controle sobre suas próprias terras, Dimitri resgata Claude das forças imperiais, com este dissolvendo a Aliança, passando suas terras à Faerghus e deixando Fódlan. Dimitri marcha para a capital imperial desejando fazer a paz com Edelgard, sugerindo unir forças para ambos realizarem seus objetivos, mas ela recusa. Dimitri consegue derrotar Edelgard e novamente oferece misericórdia, mas é forçado a matá-la quando ela tenta atacá-lo. Fódlan é unificada sob Faerghus com Dimitri como seu soberano, enquanto Byleth se torna o novo arcebispo da Igreja depois de Rhea se afastar.
Rota Crimson Flower
Caso Byleth tenha escolhido as Águias Negras e decidido apoiar Edelgard, ele reencontra seus alunos e descobre que Faerghus se aliou com a Igreja enquanto Leicester permanece nominalmente neutra. Edelgard e Byleth atacam e tomam a capital de Leicester e eliminam Claude, matando-o ou exilando-o. Eles avançam para Faerghus, porém "Aqueles que Rastejam no Escuro" fazem com que uma fortaleza recentemente tomada pelo Império seja destruída em retribuição por Edelgard interferir em seus esquemas. Ela mantém a verdade em segredo e mente dizendo que a fortaleza foi destruída pela Igreja. Edelgard avança até a capital de Faerghus, enfrentando e matando Dimitri. Rhea recua para a cidade com seus cavaleiros e, em sua loucura, incendeia a cidade, forçando Edelgard a atacá-la.  Byleth e Edelgard conseguem matar Rhea. Byleth quase é morto, mas a pedra de brasão de Sothis em seu coração dissolve, revivendo-o. Edelgard unifica toda Fódlan sob o Império, abolindo a Igreja e também toda a nobreza.

## Desenvolvimento
A série Fire Emblem ganhou um valor comercial renovado depois do sucesso inesperado de Fire Emblem Awakening em 2012 para o Nintendo 3DS, que ajudou a salvar a franquia do cancelamento depois de vendas baixas de títulos anteriores. Isto fez com que a desenvolvedora Intelligent Systems e a publicadora Nintendo desejassem levar a série de volta aos consoles de mesa pela primeira vez desde Fire Emblem: Radiant Dawn em 2007 para o Wii. O desenvolvimento conceitual de Three Houses começou em 2015 depois da finalização de Fire Emblem Fates. A equipe originalmente planejou que o jogo fosse mais um título para 3DS, porém isto foi descartado depois do início da produção de Fire Emblem Echoes: Shadows of Valentia, fazendo com que Three Houses fosse brevemente paralisado. A Intelligent Systems decidiu desenvolver o título para consoles de mesa depois de descobrirem sobre o Nintendo Switch. Os desenvolvedores queriam que o jogo fosse o maior e melhor da série, também achando que não conseguiriam sozinhos por ser um trabalho destinado à consoles de mesa. Com isto em mente, eles decidiram pedir ajuda da Koei Tecmo. As duas empresas já estavam colaborando na mesma época no desenvolvimento do jogo derivado Fire Emblem Warriors. Uma equipe interna da Koei Tecmo liderada pela divisão Kou Shibusawa foi recomendada à Intelligent Systems. O maior desafio para os desenvolvedores foi levar à série para um console de alta definição, a primeira vez na história de Fire Emblem, com a Koei Tecmo ficando especialmente responsável por esse aspecto da produção. O desenvolvimento completo começou em 2017 depois da finalização de Shadows of Valentia com Toshiyuki Kusakihara e Genki Yokota, respectivamente da Intelligent Systems e Nintendo Entertainment Planning & Development, retornando como diretores para Three Houses.
O roteiro foi escrito por Yuki Ikeno, Ryohei Hayashi e Mari Okamoto da Koei Tecmo. Os três tinham trabalhado no roteiro de Warriors e foram trazidos para Three Houses com o objetivo de ajudar a Intelligent Systems na escrita dos segmentos sociais do jogo. A narrativa foi escrita no estilo de uma fantasia sombria, com os aspectos mais adultos da narrativa sendo mostrados por meio do conflito entre as três facções. A primeira história concebida foi aquela das Águias Negras, com os roteiristas construindo e expandindo o mundo e seus personagens a partir desse ponto. A gravação das dublagens em japonês demorou três meses, com Kusakihara estimando que a quantidade de dublagem necessária era cinco vezes maior do que para Shadows of Valentia. As seções escolares e o salto temporal na metade da história foram diretamente inspirados por Fire Emblem: Genealogy of the Holy War de 1996, com a narrativa de Three Houses de personagens que são amigos em sua juventude e depois entram em conflito quando mais velhos sendo tirada quase diretamente do jogo anterior. Outras influências para a história incluíram o livro Romance dos Três Reinos e sua adaptação realizada pela Koei Tecmo na série Dynasty Warriors, pois a Intelligent Systems observou a narrativa e projeto de mundo usados pela Kou Shibusawa. O subtítulo do jogo no Japão é Fūkasetsugetsu, um yojijukugo das quatro estações que representa as quatro rotas da narrativa. Foi substituído no ocidente por Three Houses pois sua tradução era estranha.
A equipe da Intelligent Systems cuidou dos projetos de armas e mundo, enquanto ilustradores autônomos foram contratados para trabalharem em outras áreas, pois os desenvolvedores queriam uma nova imagem artística para a série. Chinatsu Kurahana foi a principal desenhista de personagens de Three Houses e também lidou com outras ilustrações, já Kazuma Koda foi contratado para criar artes conceituais para o jogo. Kurahana já estava conversando com a Intelligent Systems antes do início do desenvolvimento, com a decisão final de chamá-la para participar sendo tomada pois Kusakihara achava que ela seria capaz de ilustrar a "sociedade glamorosa e aristocrática" representada no jogo. Sua influência foi salientada principalmente nos penteados dos personagens, que eram muito diferentes daquelas de personagens de Fire Emblem anteriores. As cinemáticas animadas foram dirigidas por Takashi Sano e produzidas pelo estúdio Sanzigen, sendo feitas tridimensionalmente em cel-shade.
Kusakihara e Yokota afirmaram que Three Houses como foi finalizado teria sido muito difícil ou até mesmo impossível de produzir sem o auxílio da Koei Tecmo. Eles destacaram a experiência da empresa no desenvolvimento de batalhas em grande escala para a franquia Dynasty Warriors. Essa experiência permitiu que um grande número de personagens fossem mostrados ao mesmo tempo em batalha pela primeira vez em Fire Emblem. A Koei Tecmo lidou com boa parte do desenvolvimento técnico e de programação, mas a Intelligent Systems ainda assim assumiu a liderança no projeto e em outras áreas principais. A ambientação escolar permitiu que a equipe expandisse consideravelmente as mecânicas de RPG da série além das batalhas estratégicas tradicionais que dominaram a franquia até então. Os aspectos sociais passaram por várias versões insatisfatórias até que membros da equipe sugeriram a implementação de um sistema de calendário e pontos de habilidade, com esta versão satisfazendo os desenvolvedores.
O Triângulo de Armas, um sistema recorrente nos jogos da série, foi descartado porque era um sistema "estilizado". O novo sistema de habilidade baseado no tipo de arma foi projetado para ser mais realista e aumentar o poder de escolha do jogador. A equipe estava sob grande pressão para criarem algo novo e interessante por ser o primeiro título da franquia em doze anos a ser lançado em um console de mesa. Isto levou à criação dos batalhões para serem usados em combate e os segmentos de aulas. Limites de tempo foram sugeridos por Kusakihara, que se inspirou na série Pikmin. O sistema de crescimento por habilidades foi inspirado em Zill O'll, uma série de RPG desenvolvida pela Koei. A equipe experimentou com a ideia de incluir personagens crianças de apoios românticos para a segunda metade da história, outro elemento de  Genealogy of the Holy War que também foi muito utilizado em Awakening e Fates, porém logo decidiram contra isso e optaram por uma experiência de suporte baseada no amadurecimento dos personagens e relacionamentos platônicos. Elementos online como aqueles vistos em Fates também foram considerados, porém foi descartado porque os desenvolvedores acharam que Garreg Mach já era grande e com uma história profunda o bastante que opções de customização e compartilhamento não seriam práticas de serem implementadas.

## Lançamento
A Nintendo anunciou em janeiro de 2017 durante um Nintendo Direct dedicado à Fire Emblem que um novo título principal da série estava em desenvolvimento para o Nintendo Switch e tinha uma data de lançamento estimada para 2018. Mais informações foram reveladas durante a apresentação da Nintendo na E3 2018, que revelou pela primeira vez a jogabilidade e seu título, porém também confirmou que o lançamento tinha sido adiado para o início de 2019. Three Houses foi exibido novamente em fevereiro de 2019, mostrando novos vídeos de jogabilidade e detalhes de história, mais sua data de lançamento de 26 de julho de 2019 e a revelação da Koei Tecmo como co-desenvolvedora. Um trailer de história foi exibido na apresentação do Nintendo Direct da E3 2019, enquanto mais cenas de jogabilidade foram mostradas durante a mesma semana.
Foi revelado em julho de 2019 que Three Houses receberia expansões na forma de conteúdos para download que seriam lançados desde a estreia do título até abril de 2020. Os primeiros conteúdos adicionaram várias opções cosméticas e um novo modo de dificuldade mais difícil, feito em resposta às críticas do baixo nível de desafio do jogo mesmo em sua mais alta dificuldade. Nesta mesma atualização o dublador da versão masculina de Byleth foi substituído, com a voz de Chris Niosi sendo removida em favor daquela de Zach Aguilar, depois que o primeiro admitiu incidentes de abuso emocional e físico e também a quebra de um acordo de não divulgação com a Nintendo sobre seu papel de Byleth. Os úlimos conteúdos para download adicionaram novos personagens jogáveis, ações realizáveis em Garreg Mach e a história adicional Cindered Shadows.

## Recepção

### Crítica
Fire Emblem: Three Houses foi muito bem recebido pela crítica especializada. Ele tem um índice de aprovação de 89/100 no agregador de resenhas Metacritic a partir de 102 resenhas publicadas, indicando "críticas geralmente favoráveis". Ele foi o quarto título para Switch mais bem avaliado de 2019 no Metacritic e o mais bem avaliado dentre os exclusivos do console.
Os avaliadores da revista japonesa Famitsu elogiaram o título, com um concedendo uma nota perfeita de dez e os outros três uma nota nove. Martin Robinson da Eurogamer afirmou que Three Houses era "na verdade um jogo de duas metades, mas elas se unem pra formar um todo incrível". Kimberley Wallace da Game Informer elogiou a ambição do jogo e sua disposição a tomar riscos com a fórmula da série, se surpreendendo o quão disposta estava a iniciar uma nova campanha logo depois finalizar o jogo. Aron Garst da GamesRadar+ elogiou como o título o manteve investido nos personagens, com sua principal crítica sendo a baixa dificuldade.
Kallie Plagge da GameSpot não gostou que era necessário jogar Three Houses várias vezes para poder ver toda a narrativa, mas mesmo assim gostou da história e jogabilidade, afirmando que era "o tipo de jogo que é difícil parar, mesmo quando acaba". Brendan Graeber da IGN achou que a profundidade dos personagens e das opções táticas mais do que justificava jogar o jogo várias vezes, elogiando particularmente sua narrativa como sendo superior à de Fates. Daan Koopman da Nintendo World Report achou que os finais de algumas das rotas eram decepcionantes, mas a narrativa geral e a jogabilidade o mantiveram interessado.
A narrativa foi muito elogiada, sendo descrita como madura e ambiciosa com boas interações entre personagens. Muitos críticos comentaram das escolhas difíceis apresentadas ao escolher um lado durante a primeira parte da campanha. Os dois estilos de jogabilidade, batalhas estratégicas e sistema escolar, também tiveram uma recepção positiva, com muitos destacando como os elementos de interação social eram uma adição bem-vinda. Já os gráficos tiveram uma recepção mista, sendo descritos como de baixa qualidade apesar da boa direção artística. A trilha sonora e dublagem foram elogiadas tanto em japonês quanto em inglês.

### Vendas
Three Houses foi o jogo eletrônico mais vendido no Japão durante sua semana de estreia com 143 130 cópias vendidas. Também foi o título físico mais vendido no Reino Unido na mesma semana, vendendo o dobro que o segundo colocado, Wolfenstein: Youngblood. Foi estimado que Three Houses vendeu oitocentas mil cópias digitais na Nintendo eShop em seu mês de estreia. Nos Estados Unidos ficou como o segundo mais vendido no mesmo mês contando apenas cópias físicas, atrás de Madden NFL 20. Three Houses vendeu ao todo mundialmente 3,82 milhões de cópias até dezembro de 2022, fazendo dele o título de Fire Emblem mais vendido da história.

### Prêmios
| Ano  | Prêmio                           | Categoria                           | Resultado | Ref    |
| ---- | -------------------------------- | ----------------------------------- | --------- | ------ |
| 2019 | Game Critics Awards              | Melhor Jogo de Estratégia           | Indicado  | [ 79 ] |
| 2019 | Golden Joystick Awards 2019      | Jogo do Ano Definitivo              | Indicado  | [ 80 ] |
| 2019 | Golden Joystick Awards 2019      | Jogo do Ano Nintendo                | Indicado  | [ 81 ] |
| 2019 | Golden Joystick Awards 2019      | Melhor Narrativa                    | Indicado  | [ 82 ] |
| 2019 | Titanium Awards 2019             | Melhor RPG                          | Indicado  | [ 83 ] |
| 2019 | The Game Awards 2019             | Melhor Jogo de Estratégia           | Venceu    | [ 84 ] |
| 2019 | The Game Awards 2019             | Prêmio Voz dos Jogadores            | Venceu    | [ 84 ] |
| 2020 | 23º D.I.C.E. Awards              | Jogo do Ano de Estratégia/Simulação | Indicado  | [ 85 ] |
| 2020 | NAVGTR Awards                    | Jogo, Estratégia                    | Venceu    | [ 86 ] |
| 2020 | NAVGTR Awards                    | Projeto de Jogabilidade, Franquia   | Indicado  | [ 86 ] |
| 2020 | NAVGTR Awards                    | Engenharia                          | Indicado  | [ 86 ] |
| 2020 | NAVGTR Awards                    | Desenho de Figurinos                | Indicado  | [ 86 ] |
| 2020 | NAVGTR Awards                    | Animação, Artística                 | Indicado  | [ 86 ] |
| 2020 | Famitsu Dengeki Game Awards 2019 | Jogo do Ano                         | Indicado  | [ 87 ] |
| 2020 | Famitsu Dengeki Game Awards 2019 | Melhor Roteiro                      | Indicado  | [ 87 ] |
| 2020 | Famitsu Dengeki Game Awards 2019 | Melhor RPG                          | Indicado  | [ 87 ] |
| 2020 | Japan Game Awards                | Prêmio por Excelência               | Venceu    | [ 88 ] |

## Legado
Personagens de Three Houses foram adicionados pouco depois de sua estreia como unidades jogáveis em Fire Emblem Heroes. Um figurino baseado em Three Houses foi incluído na conversão para Switch de Tokyo Mirage Sessions ♯FE. Byleth foi adicionado como personagem jogável em Super Smash Bros. Ultimate por meio de um conteúdo para download lançado em 28 de janeiro de 2020. Tanto a versão masculina quanto a femina de Byleth estão presentes como figurinos alternativos para o personagem, cujos ataques são baseados em quatro armas disponíveis em Three Houses. Garreg Mach também foi adicionada como fase junto com uma seleção de onze faixas da trilha sonora. Um Amiibo de Byleth foi lançado em 26 de março de 2021. Um minijogo sobre beber chá inspirado em Three Houses foi incluído em WarioWare: Get It Together!.
A Nintendo anunciou em fevereiro de 2022 um jogo derivado de Three Houses para o Switch chamado Fire Emblem Warriors: Three Hopes. Este é um hack and slash no estilo de Dynasty Warriors e um sucessor de Fire Emblem Warriors. Foi lançado em 24 de junho de 2022, se passando no mesmo universo que Three Houses junto com os mesmos personagens, porém com uma história alternativa em que Byleth nunca se tornou um professor em Garreg Mach. Também contém um protagonista novo.